# 德曼達龍屬
德曼達龍屬（學名：Demandasaurus）是蜥腳下目雷巴齊斯龍恐龍的一屬，生存於白堊紀早期的西班牙。
目前僅發現一個關節仍連接、不完整的頭顱骨與身體骨骼，包含：前上頜骨、齒骨、牙齒、數節頸椎、肋骨、坐骨、股骨。正模標本（編號MDS-RVII）發現於西班牙布爾戈斯省的Castrillo la Reina組地層，地質年代相當於巴里亞階晚期到阿普第階早期。在2011年，一群西班牙古生物學家將化石進行敘述、命名，模式種是達爾文德曼達龍（ D. darwini）。屬名是以化石發現處的Sierra de la Demanda為名；種名則是以查爾斯·達爾文為名。
德曼達龍是第一種發現於西班牙白堊紀早期地層的梁龍超科恐龍，也是唯一發現於勞亞大陸的雷巴齊斯龍科恐龍。 德曼達龍的近親的非洲的尼日龍、南美洲的薩帕拉龍。